# Eslau eclesiàstic

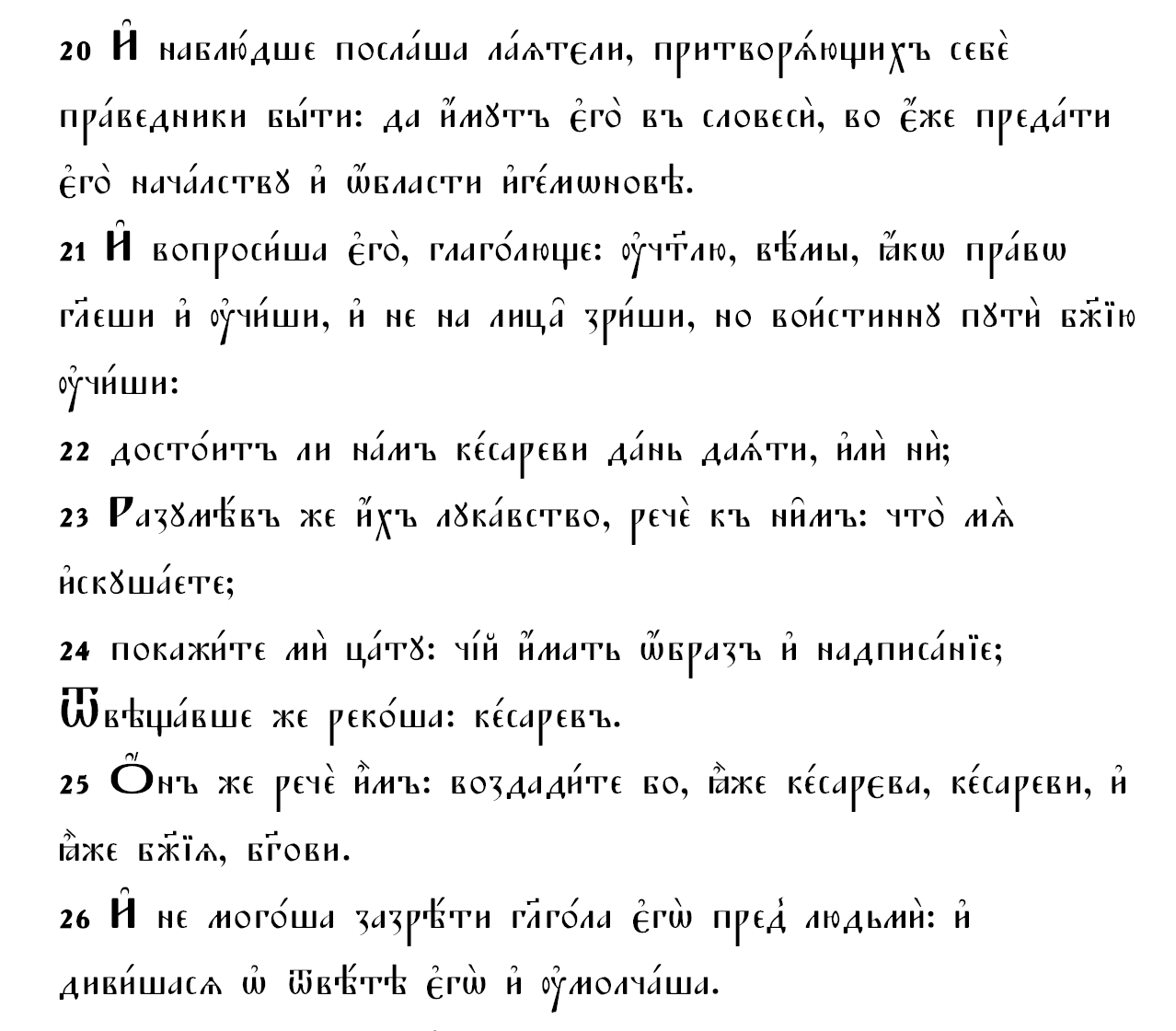
Exemple de l'eslau eclesiàstic rus

L'eslau eclesiàstic (en búlgar: църковнославянски език [tsarkovnoslavianski ezik]; en belarús: царкоўнаславянская мова [tsarkounaslaviànskaia mova]; en rus: церковнославянский язык [tsierkovnoslaviánskii iazík]; en ucraïnès: церковнослов'янська мова [txerkovnoslovianska mova]) és com es coneix l'idioma litúrgic de l'Església Ortodoxa búlgara, russa, sèrbia i altres esglésies ortodoxes eslaves. Històricament, aquesta llengua prové de l'antic eslau, adaptant la seva pronunciació i ortografia i reemplaçant algunes paraules i expressions difícils per llurs corresponents vernacles.
Amb anterioritat, al segle xviii, l'eslau eclesiàstic s'emprava àmpliament com a llenguatge literari a Rússia. Tot i que mai no se'n parlà fora dels serveis religiosos, el clergat, els poetes i la gent educada tendia a introduir expressions provinents de l'eslau eclesiàstic en la seva parla quotidiana. Durant els segles xvii i xviii, fou gradualment reemplaçat pel rus modern en la literatura seglar, mantenint-se només el seu ús religiós. Tot i que el 1760 Mikhaïl Lomonóssov defensava que l'eslau eclesiàstic era l'estil més elevat del rus, dins de Rússia la mateixa idea va esfondrar-se al llarg del segle xix. Alguns dels elements del seu estil poden haver sobreviscut en la parla dels antics creients, després del cisma que patí l'Església Ortodoxa Russa el segle xvii.
L'eslau eclesiàstic s'emprà (amb modificacions) com a llengua litúrgica i literària als altres països ortodoxos -Belarús, Ucraïna, Romania, Sèrbia, Bulgària i Macedònia del Nord- fins que fou substituït per llurs llengües nacionals (tot i que l'ús litúrgic pot continuar avui dia).